# Polyrhachis pyrrhus
Polyrhachis pyrrhus é uma espécie de formiga do gênero Polyrhachis, pertencente à subfamília Formicinae.